# Schlotheimia
Schlotheimia is een uitgestorven geslacht van ammonieten. De gevonden fossielen stammen voornamelijk uit het hettangien maar in Europa zijn er ook exemplaren gevonden die uit het sinemurien stammen. De wetenschappelijke naam van het geslacht is voor het eerst geldig gepubliceerd in 1878 door Bayle. Schlotheimia wordt gezien als de opvolger van Sacoceras.

## Soorten
Het geslacht bestaat uit meerdere soorten en Schlotheimia angulata is hier een van. De wetenschappelijke naam is voor het eerst geldig gepubliceerd door Schotheim in 1820. De doorsnede van het lichaam is ovaal en de ribben bereiken hun maximale hoogte aan de ventrolaterale kant. Aan deze kant buigen de ribben naar voren toe. Schlotheimia angulata deniscostata is de ondersoort van Schlotheimia angulata. Deze ondersoort heeft in tegenstelling tot Schlotheimia angulata meer dan 37 ribben. Een andere soort is Schlotheimia cuevitensis waarvan de wetenschappelijke naam voor het eerst geldig gepubliceerd is door Hillebrandt in 2000. Overige soorten uit dit geslacht zijn onder andere Schlotheimia depressa en Schlotheimia marmorea.

## Verspreiding
Fossielen stammen uit late jura en zijn aangetroffen over een periode van  196,5- tot 189,6 Ma geleden. Er zijn onder andere fossielen gevonden in Argentinië, België, Canada, Duitsland, Frankrijk, Indonesië, Italië, Luxemburg, Nederland, Oostenrijk, Verenigd Koninkrijk, Verenigde Staten en Zwitserland.